# Prionus asiaticus
Prionus asiaticus là một loài bọ cánh cứng trong họ Cerambycidae.